# 조지프 토이

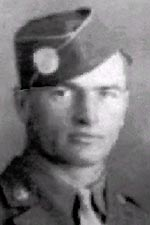

조지프 D. 토이(Joseph D. Toye, 1919년 ~ 1995년)는 101 공수 사단 506 낙하산 보병 연대 2대대 이지 중대에 소속되어 하사관으로 제2차 세계대전에 참전한 참전용사이다. HBO의 미니시리즈 밴드 오브 브라더스에서 미국 배우 커크 아세베도가 조지프 D. 토이의 역을 연기하기도 하였다.
조지프 토이는 미국 펜실베이니아 주의 석탄 광부의 아들로 태어났다. 토이는 일본에 의해 진주만 공격이 일어난 후 육군에 자원했다. 토이는 1942년 초 워싱턴 D.C.에서 기초 군사 훈련을 마쳤다. 더 많은 급여를 받고 싶은 마음에, 토이는 공수부대에 지원했고, 자신이 원했던 토코아 부대에 있는 이지 중대에 들어가게 되었다. 

## 제2차 세계대전
토이는 101 공수 사단 506 공수 연대 2대대 이지 중대의 일원으로서 제2차 세계대전에 참전했다. 토이는 노르망디 상륙작전 때 처음으로 전투 강하를 실전 체험하였다. 토이는 “최고로 거친” 남자로 알려져 있으며 중대원들 사이에서 가장 존경받는 인물 중 한 명이기도 하다. 
토이는 전쟁 도중 여러 번 부상당해서 4개의 퍼플 하트를 수여받았다. 많은 이지 중대원들처럼, 토이는, 전우들을 지키기 위해 부상 당한 상태로 전투에 임했다. 토이는 네덜란드에서와 유명한 벌지 전투가 벌어진 벨기에 바스토뉴에서 부상을 당했다. 바스토뉴는 1945년 1월 3일, 토이가 한 쪽 다리를 잃은 곳이기도 하다. 토이와 가장 절친한 전우 중 한 명인 윌리엄 가니어 또한 이 때, 부상당한 토이를 끌고 안전한 곳으로 끌고 오려다 부상을 당했다.
이 사건은 미니시리즈 밴드 오브 브라더스의 에피소드 “The Breaking Pont(한계점)”에서 묘사되기도 하였다. 밴드 오브 브라더스의 부록 다큐멘터리에서, 윌리엄 가니어는 그때 부상을 입은 토이가 “이제 죽는 것만 남았군!” 라고 말했다고 증언하였다.

## 대전 이후
토이는 9개월 동안 병원에 있었고, 마지막으로 미국 뉴저지주 애틀랜틱 시의 육군 병원에서 퇴원하였다. 토이는 전쟁이 일어나기 전 광부 및 주조장의 작업부로 일했지만 한 쪽 다리를 잃은 토이에게 그런 일은 더 이상 가능하지 않았다. 토이는 미국 팬실베이니아 주 리딩에 있는 베들레헴 금속에서 그레이스 광산의 채굴공으로 일하다가 은퇴했다.
토이는 두번 결혼하였으며, 세 명의 아들과 1명이 딸, 그리고 많은 손자들을 슬하에 두었다. 토이는 1995년 암으로 사망하였으며, 이에 리처드 윈터스가 추모사를 전하였다.

## 같이 보기
- 미국 506 낙하산 보병 연대 E 중대
- 《밴드 오브 브라더스》